# Naturschutzgebiet Holmvassdalen
Das Naturschutzgebiet Holmvassdalen ist ein Staatswald in der Kommune Grane in der nordnorwegischen Provinz Nordland. Es ist ca. 60 km² groß. Es liegt westlich der Europastraße 6, 25 bis 30 Kilometer südlich von Trofors.
Das Gebiet wurde am 19. Dezember 2008 geschützt, um die nahezu unberührte Natur und die große Artenvielfalt zu erhalten. Holmvassdalen ist eines der letzten großen zusammenhängenden Urwaldgebiete („old growth“) und sollte ursprünglich bereits Ende 1997 in eine Vorschlagsliste zur Ausweisung als Naturschutzgebiet aufgenommen werden. Die Naturschutzinitiative Pro Regenwald hob damals besonders die große Zahl alter umgestürzter Bäume hervor, die vielen seltenen und bedrohten Arten Schutz und Nahrungsgrundlage biete. Im Tal gibt es karge Felsklippen mit Fichtenwäldern auf kalkhaltigen Böden, eine vielfältige Vogelpopulation und Hänge mit Quellen und tiefgründigeren Böden, die von Pilzen und flechtenbehangenen Fichten bewachsen sind.